# Hypselecara
Hypselecara és un gènere de peixos pertanyent a la família dels cíclids que es troba a Sud-amèrica.

## Taxonomia
- Hypselecara coryphaenoides (Heckel, 1840)[3]
- Hypselecara temporalis (Gunther, 1862)[4][5][6][7][8][9]